# Toderița, Brașov
Toderița este un sat în comuna Mândra din județul Brașov, Transilvania, România.
În cadrul planului de dezvoltare durabilă a județului Brașov, comuna Mândra face parte din Microregiunea Dumbrava Narciselor, alături de comunele Comăna, Părău, Șinca Nouă, Șinca și Șercaia, scopul fiind promovarea regiunii și dezvoltarea de proiecte comune.

## Date geografice
Satul Toderița este situat în Țara Făgărașului, la 4 km de șoseaua națională DN1 (E68), la circa 7 kilometri depărtare de Făgăraș, spre est. Are vecini satul Vad (spre est), Bucium (spre sud), Ileni (spre sud-vest), Mândra (spre nord), iar municipiul Făgăraș, spre vest. Calea ferată 200 trece pe la marginea nordică a localității Mândra. La stația de cale ferată Mândra opresc trenurile de persoane.

## Atracții turistice
- Poiana narciselor

## Istorie
"In anul 1930 cand Romania era un mare regat iar in tara domnea regele Carol al II-lea, localitatea Toderita era comuna rurala si facea parte din judetul Fagaras.
In aceasta comuna erau inregistrate la acea data 946 de locuitori.
Comuna Toderita era arondata la Judecatoria de ocol Sercaia si la Tribunalul Fagaras care judecau toate pricinile ivite intre oameni, dar asemenea situatii erau destul de rare printre locuitorii comunei.
Comuna avea primarie, cu primar ales si notar imputernicit a solutiona cererile oamenilor.
In comuna functiona o scoala primara cu dascali ridicati din randul localnicilor.
Tot in aceea  perioada obstia comunei a hotarat  si a ridicat in cativa ani noua biserica de piatra, cu turla semeata. Aici in biserica copiii faceau ore de religie cu preotul paroh al comunei.
La mare cinste erau familiile care au dat satului dascali, preoti si notari care au condus obstea pe drumul adevarului si al dreptatii. Dar nu toate s-au potrivit a fi la fel de drepte.
Satul avea in acele vremuri, doua bacanii cu oameni  destoinici precum Clement Mija si Traian Ionescu, ultimul venit in sat din regatul mic al Roamniei. Clement Mija avea si o bodega, unde barbatii se cinsteau dupa izbanzile zilnice.
Valea canalizata prin sat punea in functiune doua mori cu apa, prima fiind proprietatea lui Ioan Serban iar a doua a lui Ioan Gabor.
Un alt om de frunte al satului, cu dare de mana era Ioan Mogos care era proprietarul unei masini de treierat iar la vremea secerisului, masina trecea de la o gospodarie la alta si treiera bucatele stranse cu truda si bucurie.
Aceste zile erau de fapt pentru oameni esenta vietii lor, painea cea de toate zilele.Pentru
ca erau si ani cu seceta sau ani cu ploi deluviene care le luau cu ele osteneala de peste an. Ramanea cateodata doar mamaliga, dumnezeiasca mamaliga din care trebuiau sa se indestuleze cu totii si  un porc de Craciun pe care-l sacrificau cu sfiintenie. Erau si multi dintre ei saraci, cu pamant putin si multe guri de hranit.
Mai veneau si bolile , epidemiile de tot felul. Si nu aveau decat preotul pe care-l chemau la capataiul muribunzilor, batrani sau  copii.
In sat era atunci o singura moasa, Maria Luca. Pe ea o chemau la vreme de nastere, femeile.  Puncii se nasteau sanatosi iar preotul ii boteza cu mare alai. Baietii primeau numele de Ioan, Gheorghe, Vasile, Valeriu, Aurel, Ilie, Stefan, precum sfiintii din Biblie iar fetele erau botezate cu numele de Maria, Elena, Olimpia, Ana dupa numele mamelor sau  bunicelor.
Copiii au fost si au rămas bucuria si stradania parintilor care-si imparteau averea atunci cand ajungeau sa-i casatoreasca.
Botezul si nunta erau de altfel evenimentele ce aduceau bucuria oamenilor si indeobste la petrecerile ce se organizau in sat participa toata suflarea omenasca in frunte cu preotul. In astfel de ocazii, barbatii si femeile isi puneau pe ei hainele de sarbatoare, costumele traditionale, specifice zonei. Botezul se tinea in casa parintilor noului nascut iar nunta in casa parintilor celui ce i se spunea pana atunci fecior in casa.
Dupa fiecare eveniment de acest gen, oamenii se odihneau si apoi luau din nou coarnele plugului pentru ca timpul nu astepta dupa ei. Viata isi relua ciclul de fiecare data si cand munca campului inceta erau cu iarna la use. Erau ierni cu multa zapada si friguri napraznice."
Ioan Tudor - Toderita , vatra a sufletului romanesc. Monografie . Editura Sigma 2005.
„Cei aduși de Toader“
Satul Toderița este atestat documentar pentru prima dată la începutul secolului al XVI-lea. Bătrânii povestesc că localnicii provin dintr-un alt sat, Braniștea Urășii, situat undeva în apropierea satului Vad. După ce mongolii au năvălit peste ei, oamenii s-au retras în pădurea de stejar de pe locul în care se află acum satul Toderița și aici au rămas. Numele satului vine de la un flăcău, Toader. Bătrânii satului povestesc că acesta era șeful cetei de feciori din sat, imediat după ce s-au stabilit în noul loc. Acesta i-a dus pe toți la muncă, să defrișeze pădurea de stejar, apoi să păzească Cetatea Făgărașului. Castelanul i-a numit pe flăcăi „todericeni“, adică „cei aduși de Toader“. De atunci, numele satului este Toderița.
Rezistența anticomunistă
Ion, Octavian și Vasile Balaban sau Constantin Boer sunt doar câteva nume ale țăranilor din Toderița care au fost implicați în lupta împotriva regimului comunist. De exemplu, Ion Balaban, împreună cu tatăl său Vasile, care avea atunci 75 de ani, au fost arestați pe 2 ianuarie 1951 și condamnați pentru sprijinul acordat mișcării de rezistență din Munții Făgărașului. Octavian Balaban a fost și el arestat, tot în anul 1951, de Securitatea din Sibiu și chinuit în anchete, pentru că a acordat sprijin partizanilor din Munții Făgărașului, la fel ca și consăteanul său, Constantin Boer.
Aceștia sunt doar câțiva dintre cei care s-au opus regimului totalitar din perioada de dinainte de Revoluția din decembrie 1989.
Unul dintre liderii mișcării partizane din Țara Făgărașului a fost însă Ioan Mogoș. Acesta a fost împușcat de securiști în timp ce încerca să treacă granița. Cei care l-au adăpostit au făcut ani grei de pușcărie sau chiar au fost executați. Alți partizani din Toderița au fost Dumitru Dușa, Cornel, Valer, Ioan și Octavian Vlad, Cornel Mija, Ioan Gabor, Ioan Florea, Ioan Toma și Aurel Șiljiță. Dintre aceștia, doar câțiva mai sunt acum în viață.”
La pas prin Țara Făgărașului- Toderița- satul Fiștigoaielor- www.tvfagaras.ro
https://www.tvfagaras.ro/la-pas-prin-tara-fagarasului-toderita-satul-fistigoaielor/

## Obiceiuri și tradiții
- Ceata de Feciori din Toderita
- Irozii
- Plugarii
- Maialul
- Noaptea buciumelor (fiștigoaiele) În Toderița era păstrat din moși strămoși un obicei unic în Țara Făgărașului, nemaiîntâlnit în nici un alt sat. În noaptea de dinainte de Sfântul Gheorghe todericenii cred că apar strigoii și fură laptele animalelor din ogradă. Așa că au găsit leacul împotriva acestora: își construiesc buciume (unii le zic fiștigoaie), care scot un sunet bizar și alungă spiritele răului.  Fiștigoaiele sunt niște pâlnii din coajă de salcie, pe care tinerilor le revine sarcina să le pregătescă cu câteva zile înainte de 23 aprilie. În seara premergătoare Sfântului Mare Mucenic Gheorghe, copiii satului se adunau pe coastă, la cruce, unde faceau un foc de tabără, apoi se așeazau în jurul lui și cântau, suflând în buciume. Dar bucuria lor nu dura mult, pentru că, din tufele de lângă cruce apăreau strigoii, în veșminte albe. Rolul acestora este de a-i speria pe copii. Strigoii trebuiau să fugă după copii cu bețe, să îi bată și îi alunge. Însă copiii le țineau piept, curajoși, și suflând în continuu în fiștigoaie îi alungau ei pe strigoi. Instrumentele de suflat reprezenta arma lor împotriva forțelor răului. Bineînțeles că binele învingea întotdeauna, iar strigoii erau alungați din sat.
- Plugarul în Toderița  Fiii satului Toderița se adună, cu mic, cu mare, pentru a sărbători a doua zi de Paști în localitatea natală. Motivul principal este însă obiceiul popular al Plugarului, care se păstrează aici de sute de ani. Spre deosebire de alte sate din zonă în care se păstrează acest obicei (cum sunt Vadul sau Veneția), în Toderița, sărbătoarea are o semnificație aparte. Tradiția spune că anul agricol care urmează va fi cu atât mai mănos cu cât sunt mai uzi plugarii în a doua zi de Paști. După ce slujba de la biserică s-a terminat, toți oamenii din sat s-au pregătit pentru obiceiul popular tradițional.  Primul bărbat care iese la arat primește titlul de „Plugar-șef“. El câștigă astfel respectul oamenilor din sat, dar primește și o sarcină foarte grea: să fie udat până la piele, pentru ca anul agricol să fie mănos.  În cinstea primului plugar, feciorii din ceată împodobesc o căruță cum nu s-a mai văzut, din crengi înverzite de salcie. Apoi merg într-un lan de grâu și își pun mănunchiuri verzi la brâu, la încheieturi și la pălărie. Un alt personaj important este ciurdarul, cel care îl păzește pe plugar și îi îndeamnă pe feciori să tragă mai cu forță căruța.  După ce pregătirile sunt gata, grupul de plugari pleacă pe ulițele satului, pentru ca fiecare localnic să aibă posibilitatea să arunce cu apă.  După ce au colindat toate străzile satului, plugarii mănâncă pâine și sare, pentru ca tot anul să fie belșug pe mesele celor din Toderița. Apoi răstoarnă căruța în care au plimbat plugarul-șef în pârâul din capul satului și se bălăcesc cu toții. Urmează o sărbătoare câmpenească pe măsură, la care participă tot satul.https://www.tvfagaras.ro/la-pas-prin-tara-fagarasului-toderita-satul-fistigoaielor/

## Galerie de imagini

Ceata de feciori din Toderita.
Irozii.
Familie din Toderita.
Mirii si nasii la cununie.